# 21716 Паншемія
21716 Паншемія (21716 Panchamia) — астероїд головного поясу, відкритий 9 вересня 1999 року.
Тіссеранів параметр щодо Юпітера — 3,529.